# Liste der Kulturdenkmale in Großschönau (A–M)

Wappen von Großschönau

In der Liste der Kulturdenkmale in Großschönau (A–M) sind die Kulturdenkmale des Ortsteils Großschönau der Gemeinde Großschönau verzeichnet, die bis April 2018 vom Landesamt für Denkmalpflege Sachsen erfasst wurden (ohne archäologische Kulturdenkmale) und deren Straßenname mit den entsprechenden Anfangsbuchstaben beginnt. Die Anmerkungen sind zu beachten.
Diese Liste ist eine Teilliste der Liste der Kulturdenkmale in Großschönau (Sachsen).

## Liste der Kulturdenkmale in Großschönau (A–M)
| Bild                                    | Bezeichnung | Lage | Datierung                                                                                          | Beschreibung | ID       |
| --------------------------------------- | --- | --- | -------------------------------------------------------------------------------------------------- | --- | -------- |
|                                         | Denkmalschutzgebiet Großschönau (vorgeschlagen) | (Karte) | | Denkmalschutzgebiet Großschönau | 09304599 |
| Weitere Bilder                          | Gemauerter Flusspfeiler der Fußgängerbrücke über die Mandau (Steinmühlsteg) | (neben der Steinmühle, Flurstück 1038/2, zu Dr.-Külz-Straße) (Karte)                                            | Um 1850                                                                                            | Baugeschichtlich und verkehrsgeschichtlich von Bedeutung | 09300489 |
| Weitere Bilder                          | Fußgängerbrücke über die Mandau (Felsenkellerbrücke) | (Verlängerung Hofeweg, Flurstück 1038, vom Niederen Mandauweg zur Mühlstraße, Flurstück 1036) (Karte)           | Um 1900                                                                                            | Geländer mit sich rhombenförmig überkreuzenden, genieteten Flacheisen, baugeschichtlich und verkehrsgeschichtlich von Bedeutung | 09300490 |
|                                         | Fußgängerbrücke über die Mandau | (Nähe von „Am Aueteich“ von Obere Mandaustraße, Flurstück 1086, zu Mauerweg, Flurstück 1012) (Karte)            | Um 1850                                                                                            | Geländer mit in klassizistischer Art angeordneten, genieteten Flacheisen mit einer Rosette in der Mitte, baugeschichtlich und verkehrsgeschichtlich von Bedeutung | 09300484 |
| Weitere Bilder                          | Fußgängerbrücke über die Mandau (Eiserner Steg) | (Querung vom Karl-Kahlert-Weg zu An der Teufe) (Karte)                                                          | Um 1880                                                                                            | Geländer mit sich rhombenförmig überkreuzenden, genieteten Flacheisen, baugeschichtlich und verkehrsgeschichtlich von Bedeutung | 09300485 |
| Weitere Bilder                          | Gemauerter Flusspfeiler der Fußgängerbrücke über die Mandau (Kronesteg) | (von der Kirchstraße zur David-Goldberg-Straße, Flurstück 1051) (Karte)                                         | 18./19. Jahrhundert                                                                                | Baugeschichtlich von Bedeutung | 09300486 |
| Weitere Bilder                          | Fußgängerbrücke über die Mandau mit einem Flusspfeiler | (Verlängerung der Gerichtsstraße von Flurstück 1050 zu Flurstück 1020/2, David-Goldberg-Straße) (Karte)         | Um 1850                                                                                            | Geländer mit sich rhombenförmig überkreuzenden, genieteten Flacheisen, baugeschichtlich und verkehrsgeschichtlich von Bedeutung | 09300487 |
| Weitere Bilder                          | Die in Naturstein gemauerte historische Flussbegrenzung der Mandau und der Lausur einschließlich einiger ebenfalls in Naturstein gesetzter Treppenabgänge und dem Wehr in der Mandau nahe der Lausurmündung in bestimmten Abschnitten                                | (Flurstück 1098 und 1097/2 und andere) (Karte)                                                                  | 18./19. Jahrhundert                                                                                | Bedeutung für das Bild und die Identität des von Mandau und Lausur geprägten Ortes | 09301567 |
| Weitere Bilder                          | Straßenbrücke über die Mandau (Kupferhausbrücke) | (neben Kupferhaus/Museum von Theodor-Haebler-Straße, Flurstück 1074, und Schenaustraße, Flurstück 1017) (Karte) | 1853                                                                                               | Einbogenbrücke, Bogen in regelmäßigen Sandsteinquadern, ansonsten unregelmäßiges Basaltmauerwerk, Straßenbelag ebenfalls Basalt, beidseitige Fußwege mit großen Granitplatten, Säulen aus Granit und Eisengeländer, baugeschichtlich und ortsbildprägend von Bedeutung | 09299987 |
| Weitere Bilder                          | Alte Landbrücke | Alte Landstraße (Neuschönau) (Karte)                                                                            | 1769                                                                                               | Brücke, ein Bogen in regelmäßigem Naturstein, führt die Plunderstraße (von Waltersdorf nach Warnsdorf, beachtenswerte Allee) über die Lausur | 09304601 |
| Weitere Bilder                          | Wohnhaus (Umgebinde) | Am Aueteich 1 (Karte)                                                                                           | Mitte 19. Jahrhundert                                                                              | Doppelstubenhaus, baugeschichtlich und sozialgeschichtlich von Bedeutung | 09272234 |
|                                         | Wohnhaus (Umgebinde) | Am Aueteich 3 (Karte)                                                                                           | 1. Hälfte 19. Jahrhundert                                                                          | Doppelstubenhaus, baugeschichtlich und sozialgeschichtlich von Bedeutung | 09272233 |
| Direkt Bild zu diesem Denkmal hochladen | Wohnstallhaus (Umgebinde) | Am Aueteich 4 (Karte)                                                                                           | 1. Hälfte 19. Jahrhundert                                                                          | Baugeschichtlich und sozialgeschichtlich von Bedeutung | 09272227 |
|                                         | Wohnhaus (Umgebinde) | Am Aueteich 5 (Karte)                                                                                           | Vermutlich um 1800                                                                                 | Doppelstubenhaus, baugeschichtlich und sozialgeschichtlich von Bedeutung | 09272232 |
| Direkt Bild zu diesem Denkmal hochladen | Wohnhaus und Einfriedung | Am Aueteich 7 (Karte)                                                                                           | Um 1830                                                                                            | Walmdach, Fledermausgaupen, baugeschichtlich von Bedeutung | 09272231 |
|                                         | Wohnhaus (Umgebinde) | Am Aueteich 9 (Karte)                                                                                           | Ende 18. Jahrhundert                                                                               | Baugeschichtlich und sozialgeschichtlich von Bedeutung | 09272230 |
|                                         | Wohnhaus (Umgebinde) | Am Aueteich 11 (Karte)                                                                                          | Ende 18. Jahrhundert                                                                               | Doppelstubenhaus, baugeschichtlich und sozialgeschichtlich von Bedeutung | 09272229 |
| Weitere Bilder                          | Wohnhaus (Umgebinde) | Am Aueteich 15 (Karte)                                                                                          | 1. Hälfte 19. Jahrhundert                                                                          | Doppelstubenhaus, baugeschichtlich und sozialgeschichtlich von Bedeutung | 09272228 |
| Weitere Bilder                          | Gasthof (Umgebinde) mit allen Bauteilen und den Resten der Einfriedung | Am Aueteich 17 (Karte)                                                                                          | 2. Hälfte 18. Jahrhundert                                                                          | Profilierte Sandstein-Zaunsäulen, baugeschichtlich, hausgeschichtlich und ortsgeschichtlich von Bedeutung | 09272226 |
| Weitere Bilder                          | Alte Schmiede | Am Damm 2 (Karte)                                                                                               | Um 1800                                                                                            | Baugeschichtlich und ortsgeschichtlich von Bedeutung | 09272493 |
| Weitere Bilder                          | Wohnhaus (Umgebinde) | Am Damm 3 (Karte)                                                                                               | 2. Hälfte 18. Jahrhundert                                                                          | Baugeschichtlich und sozialgeschichtlich von Bedeutung | 09272496 |
| Weitere Bilder                          | Wohnhaus (Umgebinde versetzt) | Am Damm 4 (Karte)                                                                                               | 18. Jahrhundert                                                                                    | Giebel Fachwerk mit Andreaskreuzen, baugeschichtlich und hausgeschichtlich von Bedeutung | 09272494 |
| Weitere Bilder                          | Wohnhaus (Umgebinde) | Am Damm 5 (Karte)                                                                                               | Um 1800                                                                                            | Eingeschossiges Doppelstubenhaus, baugeschichtlich und sozialgeschichtlich von Bedeutung | 09272487 |
|                                         | Wohnhaus (Umgebinde) | Am Damm 6 (Karte)                                                                                               | Um 1800                                                                                            | Baugeschichtlich und sozialgeschichtlich von Bedeutung | 09272495 |
| Weitere Bilder                          | Wohnhaus (Umgebinde) | Am Damm 7 (Karte)                                                                                               | Ende 18. Jahrhundert                                                                               | Doppelstubenhaus, baugeschichtlich und sozialgeschichtlich von Bedeutung | 09272486 |
| Weitere Bilder                          | Wohnhaus (Umgebinde) | Am Damm 9 (Karte)                                                                                               | 18. Jahrhundert                                                                                    | Eingeschossig mit massivem zweigeschossigen Seitenflügel, baugeschichtlich und sozialgeschichtlich von Bedeutung | 09272485 |
| Weitere Bilder                          | Wohnhaus (Umgebinde) | Am Damm 13 (Karte)                                                                                              | Im Kern Mitte 18. Jahrhundert                                                                      | Eingeschossiges Doppelstubenhaus mit zweigeschossigem Umgebindehaus als Seitenflügel, baugeschichtlich und hausgeschichtlich von Bedeutung | 09272484 |
| Weitere Bilder                          | Wohnhaus (Umgebinde) | Am Damm 14 (Karte)                                                                                              | Um 1800                                                                                            | Baugeschichtlich und sozialgeschichtlich von Bedeutung | 09272497 |
| Direkt Bild zu diesem Denkmal hochladen | Wohnhaus | Am Damm 16 (Karte)                                                                                              | 1. Hälfte 18. Jahrhundert                                                                          | Obergeschoss Kreuzstrebenfachwerk, baugeschichtlich und hausgeschichtlich von Bedeutung | 09272498 |
| Weitere Bilder                          | Wohnmühlenhaus der Steinmühle | Am Damm 17 (Karte)                                                                                              | 1761 (Wiederaufbau nach Brand); bezeichnet mit 1822 (im Türstock)                                  | Obergeschoss Fachwerk, geschweiftes Bohlen-Walmdach mit Hecht; baugeschichtlich, ortsgeschichtlich und straßenbildprägend von Bedeutung | 09300250 |
|                                         | Wohnhaus (Umgebinde) | Am Hofe 1 (Karte)                                                                                               | Mitte 18. Jahrhundert                                                                              | Eingeschossig, baugeschichtlich und sozialgeschichtlich von Bedeutung | 09272537 |
|                                         | Wohnhaus (Umgebinde) | Am Hofe 4 (Karte)                                                                                               | Ende 18. Jahrhundert                                                                               | Baugeschichtlich und sozialgeschichtlich von Bedeutung | 09272535 |
|                                         | Wohnhaus (Umgebinde) | Am Hofe 6 (Karte)                                                                                               | Um 1800                                                                                            | Stammhaus der Firma C. G. Hänsch, baugeschichtlich und wirtschaftsgeschichtlich von Bedeutung | 09272534 |
| Weitere Bilder                          | Wohnhaus (Umgebinde) | Am Hofe 7 (Karte)                                                                                               | 1. Hälfte 19. Jahrhundert                                                                          | Doppelstubenhaus, baugeschichtlich und sozialgeschichtlich von Bedeutung | 09272536 |
|                                         | Wohnhaus (Umgebinde) und Scheune | Am Hofe 10 (Karte)                                                                                              | Bezeichnet mit 1811                                                                                | Baugeschichtlich und sozialgeschichtlich von Bedeutung | 09272532 |
| Direkt Bild zu diesem Denkmal hochladen | Wohnhaus (Umgebinde) | Am Hofe 11 (Karte)                                                                                              | Ende 18. Jahrhundert                                                                               | Doppelstubenhaus, baugeschichtlich und sozialgeschichtlich von Bedeutung | 09272533 |
| Direkt Bild zu diesem Denkmal hochladen | Wohnhaus (Umgebinde) | Am Kux 2 (Karte)                                                                                                | 1. Hälfte 19. Jahrhundert                                                                          | Gehörte zu den Vierhäusern abseits des Ortes an der Lausur, baugeschichtlich und sozialgeschichtlich von Bedeutung, Vierhäuser | 09272693 |
| Weitere Bilder                          | Wohnhaus (Umgebinde) | An der Lausur 2 (Karte)                                                                                         | Ende 18. Jahrhundert                                                                               | Baugeschichtlich und sozialgeschichtlich von Bedeutung | 09272589 |
| Weitere Bilder                          | Wohnhaus (Umgebinde) | An der Lausur 4 (Karte)                                                                                         | Um 1850                                                                                            | Doppelstubenhaus, baugeschichtlich und sozialgeschichtlich von Bedeutung | 09272386 |
| Weitere Bilder                          | Wohnhaus (Umgebinde) | An der Lausur 6 (Karte)                                                                                         | Nach 1667/1669 (Dendro)                                                                            | Doppelstubenhaus, baugeschichtlich und sozialgeschichtlich von Bedeutung | 09272385 |
| Weitere Bilder                          | Betriebskindergarten des VEB Frottana | An der Lausur 6a (Karte)                                                                                        | 1957                                                                                               | Konservative Architektur der 1950er Jahre, baugeschichtlich und ortsgeschichtlich von Bedeutung | 09272488 |
| Weitere Bilder                          | Wohnhaus (Umgebinde) | An der Lausur 7 (Karte)                                                                                         | Kern Anfang 19. Jahrhundert                                                                        | Baugeschichtlich und sozialgeschichtlich von Bedeutung | 09272384 |
| Weitere Bilder                          | Wohnhaus (Umgebinde) | An der Lausur 8 (Karte)                                                                                         | Um 1840                                                                                            | Baugeschichtlich und sozialgeschichtlich von Bedeutung | 09272383 |
| Weitere Bilder                          | Wohnhaus (Umgebinde) | An der Lausur 9 (Karte)                                                                                         | 1. Hälfte 19. Jahrhundert                                                                          | Doppelstubenhaus, baugeschichtlich und sozialgeschichtlich von Bedeutung | 09272382 |
| Weitere Bilder                          | Viadukt Großschönau (Pochebachviadukt) | An der Poche (Karte)                                                                                            | 1868/1871                                                                                          | Bahnstrecke Mittelherwigsdorf–Varnsdorf–Eibau; Eisenbahnviadukt als vielbogige Eisenbahnbrücke aus Naturstein, Nebenstrecke 1868–1874 von Mittelherwigsdorf über Warnsdorf nach Eibau, baugeschichtlich, eisenbahngeschichtlich und echnikgeschichtlich von Bedeutung | 09274680 |
|                                         | Straßenbrücke mit Holzstützen über die Poche | An der Poche (an der Ortsgrenze zu Hainewalde) (Karte)                                                          | Um 1830                                                                                            | Bruchstein, baugeschichtlich und verkehrsgeschichtlich von Bedeutung [Erhalt des Denkmals fraglich, da Foto eine Betonbrücke ohne Holzstützen zeigt] | 09272581 |
| Weitere Bilder                          | Wohnhaus (Umgebinde) | An der Poche 4 (Karte)                                                                                          | Vermutlich um 1840                                                                                 | Doppelstubenhaus, baugeschichtlich und sozialgeschichtlich von Bedeutung | 09272556 |
| Weitere Bilder                          | Wohnstallhaus (Umgebinde), mit Fachwerk-Seitenflügel | An der Sense 1 (Karte)                                                                                          | Bezeichnet mit 1734                                                                                | Baugeschichtlich und straßenbildprägend von Bedeutung | 09272588 |
| Weitere Bilder                          | Wohnhaus (Umgebinde) | An der Sense 6 (Karte)                                                                                          | Mitte 19. Jahrhundert                                                                              | Eingeschossiges Doppelstubenhaus, baugeschichtlich und sozialgeschichtlich von Bedeutung | 09272584 |
| Weitere Bilder                          | Wohnhaus (Umgebinde) und Gartenhäuschen | An der Sense 8 (Karte)                                                                                          | Bezeichnet mit 1882, älter                                                                         | Baugeschichtlich und straßenbildprägend von Bedeutung | 09272582 |
| Weitere Bilder                          | Wohnhaus (Umgebinde) | An der Teufe 2 (Karte)                                                                                          | Vermutlich 18. Jahrhundert                                                                         | Eingeschossig, baugeschichtlich und sozialgeschichtlich von Bedeutung | 09272315 |
|                                         | Wohnhaus (Umgebinde) | An der Teufe 3 (Karte)                                                                                          | Vermutlich 18. Jahrhundert                                                                         | Doppelstubenhaus, baugeschichtlich und sozialgeschichtlich von Bedeutung | 09272316 |
|                                         | Wohnhaus (Umgebinde) | An der Teufe 4 (Karte)                                                                                          | Vermutlich Ende 18. Jahrhundert                                                                    | Doppelstubenhaus, baugeschichtlich und sozialgeschichtlich von Bedeutung | 09272317 |
| Direkt Bild zu diesem Denkmal hochladen | Wohnhaus (Umgebinde) | An der Teufe 5 (Karte)                                                                                          | Vermutlich Mitte 18. Jahrhundert                                                                   | Doppelstubenhaus, baugeschichtlich und sozialgeschichtlich von Bedeutung | 09272318 |
| Weitere Bilder                          | Einbogenbrücke über die Mandau | Apothekenstraße (Karte)                                                                                         | Bezeichnet mit 1881                                                                                | Fast gleichartig mit der Kupferhausbrücke, flacher, weiter Bogen in regelmäßigen Sandsteinquadern, Straßenbelag Basalt, Fußwege in großen Granitplatten, Säulen aus Granit und Eisengeländer, baugeschichtlich und ortsbildprägend von Bedeutung | 09300483 |
|                                         | Wohnhaus (Umgebinde) | Apothekenstraße 5 (Karte)                                                                                       | Um 1800                                                                                            | Baugeschichtlich und sozialgeschichtlich von Bedeutung | 09272211 |
|                                         | Wohnhaus (Umgebinde) | Apothekenstraße 7 (Karte)                                                                                       | Vermutlich 1. Hälfte 19. Jahrhundert                                                               | Doppelstubenhaus, baugeschichtlich und sozialgeschichtlich von Bedeutung | 09272289 |
| Weitere Bilder                          | Wohnhaus (Umgebinde), mit Seitenflügel | Auf dem Sande 1 (Karte)                                                                                         | Vermutlich 2. Hälfte 18. Jahrhundert                                                               | Doppelstubenhaus, baugeschichtlich und hausgeschichtlich von Bedeutung | 09272483 |
|                                         | Wohnhaus (Umgebinde) | Auf dem Sande 3 (Karte)                                                                                         | Vermutlich vor 1750                                                                                | Doppelstubenhaus, baugeschichtlich und hausgeschichtlich von Bedeutung | 09272482 |
| Direkt Bild zu diesem Denkmal hochladen | Wohnhaus (ehemaliges Umgebindehaus) | Auf dem Sande 6 (Karte)                                                                                         | Vermutlich Mitte 18. Jahrhundert                                                                   | Blockstube vermutlich nur versetzt, baugeschichtlich und hausgeschichtlich von Bedeutung | 09272481 |
| Weitere Bilder                          | Wohnhaus (Umgebinde) | Auf dem Sande 7 (Karte)                                                                                         | Vermutlich Ende 18. Jahrhundert                                                                    | Doppelstubenhaus, baugeschichtlich und sozialgeschichtlich von Bedeutung | 09272480 |
| Weitere Bilder                          | Wohnhaus (Umgebinde) | Auf dem Sande 8 (Karte)                                                                                         | Um 1800                                                                                            | Baugeschichtlich und sozialgeschichtlich von Bedeutung | 09272479 |
| Weitere Bilder                          | Villa | Bahnhofstraße 1 (Karte)                                                                                         | Ende 19. Jahrhundert                                                                               | Zeitweise als Post genutzt, repräsentative Neorenaissancefassade, baugeschichtlich und straßenbildprägend von Bedeutung | 09272633 |
| Weitere Bilder                          | Katholisches Gemeindehaus | Bahnhofstraße 5 (Karte)                                                                                         | Ende 19. Jahrhundert                                                                               | Mit Wohnung, historisierend, baugeschichtlich und ortsgeschichtlich von Bedeutung | 09272634 |
| Weitere Bilder                          | Villa mit Nebengebäude sowie Einfriedung und Torpfeilern, dazu die Vasen im Vorgarten | Bahnhofstraße 6 (Karte)                                                                                         | Um 1920                                                                                            | Repräsentative Fassade im Stil des Neobarock, baugeschichtlich und straßenbildprägend von Bedeutung | 09272638 |
| Weitere Bilder                          | Villa, später Sparkassengebäude, zwei Nebengebäude aus gelbem Klinker und Nebengebäude mit zwei Giebeln zum Hof | Bahnhofstraße 8 (Karte)                                                                                         | Ende 19. Jahrhundert (Sparkasse); um 1890 (Nebengebäude)                                           | Baugeschichtliche Bedeutung | 09272637 |
| Weitere Bilder                          | Villa mit Einfriedung | Bahnhofstraße 9 (Karte)                                                                                         | Ende 19. Jahrhundert                                                                               | Historisierend mit Eckturm, baugeschichtlich von Bedeutung | 09272635 |
| Weitere Bilder                          | Empfangsgebäude des Bahnhofs | Bahnhofstraße 13 (Karte)                                                                                        | 1868                                                                                               | Bahnstrecke Varnsdorf–Mittelherwigsdorf; baugeschichtlich und eisenbahngeschichtlich von Bedeutung | 09272636 |
| Weitere Bilder                          | Vierseithof mit Wohnstallhaus und den Scheunen im Süden und Osten | Bergstraße 8 (Karte)                                                                                            | Um 1850 (Wohnstallhaus); 1. Hälfte 18. Jahrhundert (Scheune); 2. Hälfte 18. Jahrhundert (Scheune)  | Die östliche zweiteilig, im nördlichen Teil massiv mit verbretterter Oberlaube, im südlichen Teil mit Umschrot, wandhohen Streben und Kreuzstrebenverbindungen, die südliche Scheune mit wandhohem Fachwerk, baugeschichtlich und wirtschaftsgeschichtlich von Bedeutung | 09272653 |
| Weitere Bilder                          | Wohnhaus (Umgebinde) und Stützmauer | Bergstraße 9b (Karte)                                                                                           | Bezeichnet mit 1824                                                                                | Doppelstubenhaus mit Seitenflügel ebenfalls Umgebinde, baugeschichtlich und hausgeschichtlich von Bedeutung | 09272655 |
| Weitere Bilder                          | Wohnhaus (Umgebinde) | Breite Aue 1 (Karte)                                                                                            | Ende 18. Jahrhundert                                                                               | Doppelstubenhaus, baugeschichtlich und sozialgeschichtlich von Bedeutung | 09272549 |
| Direkt Bild zu diesem Denkmal hochladen | Wohnhaus (Umgebinde) | Breite Aue 3 (Karte)                                                                                            | 18. Jahrhundert                                                                                    | Baugeschichtlich und sozialgeschichtlich von Bedeutung | 09272548 |
|                                         | Wohnhaus (Umgebinde) | Breite Aue 4 (Karte)                                                                                            | Im Kern vermutlich Mitte 18. Jahrhundert                                                           | Baugeschichtlich und sozialgeschichtlich von Bedeutung | 09272566 |
|                                         | Wohnhaus (Umgebinde) mit Scheunenanbau als Seitenflügel | Breite Aue 5 (Karte)                                                                                            | Ende 18. Jahrhundert                                                                               | Baugeschichtlich und wirtschaftsgeschichtlich von Bedeutung | 09272546 |
|                                         | Wohnhaus (Umgebinde) | Breite Aue 6 (Karte)                                                                                            | Bezeichnet mit 1791                                                                                | Doppelstubenhaus, baugeschichtlich und hausgeschichtlich von Bedeutung | 09272565 |
|                                         | Wohnhaus (Umgebinde) | Breite Aue 7 (Karte)                                                                                            | Ende 18. Jahrhundert                                                                               | Doppelstubenhaus, baugeschichtlich und sozialgeschichtlich von Bedeutung | 09272547 |
|                                         | Wohnhaus (Umgebinde) | Breite Aue 10 (Karte)                                                                                           | Im Kern vermutlich um 1800                                                                         | Baugeschichtlich und sozialgeschichtlich von Bedeutung | 09272563 |
|                                         | Wohnhaus (Umgebinde) | Breite Aue 11 (Karte)                                                                                           | 18. Jahrhundert                                                                                    | Eingeschossig, baugeschichtlich und sozialgeschichtlich von Bedeutung | 09272553 |
| Weitere Bilder                          | Wohnhaus (Umgebinde) | Breite Aue 13 (Karte)                                                                                           | Um 1800                                                                                            | Doppelstubenhaus, baugeschichtlich und sozialgeschichtlich von Bedeutung | 09272552 |
|                                         | Wohnhaus (Umgebinde) | Breite Aue 14 (Karte)                                                                                           | Vermutlich 1. Hälfte 19. Jahrhundert                                                               | Doppelstubenhaus, baugeschichtlich und sozialgeschichtlich von Bedeutung | 09272564 |
| Direkt Bild zu diesem Denkmal hochladen | Wohnhaus (Umgebinde) | Breite Aue 15 (Karte)                                                                                           | Vermutlich 1. Hälfte 19. Jahrhundert                                                               | Doppelstubenhaus, baugeschichtlich und sozialgeschichtlich von Bedeutung | 09272550 |
| Weitere Bilder                          | Wohnhaus (Umgebinde) | Breite Aue 19 (Karte)                                                                                           | Vermutlich Mitte 18. Jahrhundert                                                                   | Baugeschichtlich und sozialgeschichtlich von Bedeutung | 09272551 |
| Weitere Bilder                          | Wohnhaus (Umgebinde) | Breite Aue 20 (Karte)                                                                                           | Vermutlich um 1800                                                                                 | Baugeschichtlich und sozialgeschichtlich von Bedeutung | 09272561 |
|                                         | Wohnhaus (Umgebinde) | Breite Aue 22 (Karte)                                                                                           | 18. Jahrhundert                                                                                    | Doppelstubenhaus, baugeschichtlich und sozialgeschichtlich von Bedeutung | 09272562 |
|                                         | Wohnhaus (Umgebinde) | Breite Aue 23 (Karte)                                                                                           | Vermutlich 2. Hälfte 18. Jahrhundert                                                               | Baugeschichtlich und sozialgeschichtlich von Bedeutung | 09272554 |
| Weitere Bilder                          | Wohnhaus (Umgebinde) | Breite Aue 24 (Karte)                                                                                           | Vermutlich Ende 18. Jahrhundert                                                                    | Doppelstubenhaus, baugeschichtlich und sozialgeschichtlich von Bedeutung | 09272560 |
|                                         | Wohnhaus (Umgebinde) | Breite Aue 25 (Karte)                                                                                           | Vermutlich 2. Hälfte 18. Jahrhundert                                                               | Doppelstubenhaus, baugeschichtlich und sozialgeschichtlich von Bedeutung | 09272555 |
| Weitere Bilder                          | Wohnhaus (Umgebinde) | Breite Aue 26 (Karte)                                                                                           | Bezeichnet mit 1792 im Türstock                                                                    | Baugeschichtlich und sozialgeschichtlich von Bedeutung | 09272559 |
|                                         | Wohnhaus (Umgebinde) | Breite Aue 32 (Karte)                                                                                           | Im Kern vermutlich 18. Jahrhundert                                                                 | Baugeschichtlich und sozialgeschichtlich von Bedeutung | 09272558 |
|                                         | Wohnhaus (Umgebinde) | Breite Aue 34 (Karte)                                                                                           | Etwa frühes 19. Jahrhundert                                                                        | Doppelstubenhaus, baugeschichtlich und sozialgeschichtlich von Bedeutung | 09272557 |
| Weitere Bilder                          | Wohnhaus (Umgebinde) | David-Goldberg-Straße 1 (Karte)                                                                                 | Bezeichnet mit 1790 im Türstock                                                                    | Doppelstubenhaus, baugeschichtlich und sozialgeschichtlich von Bedeutung | 09272348 |
|                                         | Scheune | David-Goldberg-Straße 5 (Karte)                                                                                 | Um 1900                                                                                            | Baugeschichtlich von Bedeutung | 09272349 |
| Weitere Bilder                          | Wohnhaus (Umgebinde) | David-Goldberg-Straße 7 (Karte)                                                                                 | Bezeichnet mit 1826 im Türstock                                                                    | Doppelstubenhaus, baugeschichtlich und sozialgeschichtlich von Bedeutung | 09272350 |
| Weitere Bilder                          | Wohnhaus (Umgebinde) | David-Goldberg-Straße 9 (Karte)                                                                                 | Bezeichnet mit 1789                                                                                | Baugeschichtlich und sozialgeschichtlich von Bedeutung | 09272351 |
|                                         | Wohnhaus (Umgebinde) | David-Goldberg-Straße 12 (Karte)                                                                                | Vermutlich 1. Hälfte 19. Jahrhundert                                                               | Doppelstubenhaus, baugeschichtlich und sozialgeschichtlich von Bedeutung | 09272347 |
| Weitere Bilder                          | Wohnhaus (Umgebinde) | David-Goldberg-Straße 14 (Karte)                                                                                | Bezeichnet mit 1807                                                                                | Baugeschichtlich und sozialgeschichtlich von Bedeutung | 09272346 |
| Weitere Bilder                          | Hutbergbaude mit allen Gebäuden, Treppen, Mauern und Brunnen | David-Goldberg-Straße 15 (Karte)                                                                                | 1877/1878                                                                                          | Baugeschichtlich und ortsgeschichtlich bedeutsam. 1914 neue Musikhalle, Veranda und Küchenanbau, 1925 neue Toiletten und Verbindung von der alten zur neuen Veranda, 1934 Glasveranda, anschließende Gasträume modernisiert und vergrößert | 09303560 |
|                                         | Wohnhaus (Umgebinde) | David-Goldberg-Straße 16 (Karte)                                                                                | Um 1800, verändert                                                                                 | Baugeschichtlich und sozialgeschichtlich von Bedeutung | 09272345 |
| Weitere Bilder                          | Wohnhaus (Umgebinde), Einfriedungsmauer, Toreinfahrt und Garten | David-Goldberg-Straße 17 (Karte)                                                                                | Bezeichnet mit 1764 an der Torsäule                                                                | Baugeschichtlich und straßenbildprägend von Bedeutung | 09272352 |
| Weitere Bilder                          | Wohnhaus (Umgebinde) | David-Goldberg-Straße 18 (Karte)                                                                                | Im Kern vermutlich um 1800                                                                         | Doppelstubenhaus, baugeschichtlich und sozialgeschichtlich von Bedeutung | 09272353 |
| Weitere Bilder                          | Wohnhaus (Umgebinde) | David-Goldberg-Straße 19 (Karte)                                                                                | Vermutlich Ende 18. Jahrhundert                                                                    | Baugeschichtlich und sozialgeschichtlich von Bedeutung | 09272401 |
| Direkt Bild zu diesem Denkmal hochladen | Wohnhaus (Umgebinde) | David-Goldberg-Straße 20 (Karte)                                                                                | 18. Jahrhundert                                                                                    | Ständerbau, Kreuzstrebenumgebinde, baugeschichtlich und sozialgeschichtlich von Bedeutung | 09272354 |
| Weitere Bilder                          | Wohnhaus (Umgebinde) | David-Goldberg-Straße 21 (Karte)                                                                                | Nach Brand 1857                                                                                    | Baugeschichtlich und sozialgeschichtlich von Bedeutung | 09272402 |
| Weitere Bilder                          | Wohnhaus (Umgebinde) | David-Goldberg-Straße 22 (Karte)                                                                                | Um 1850                                                                                            | Baugeschichtlich und straßenbildprägend von Bedeutung | 09272403 |
| Weitere Bilder                          | Wohnhaus (Umgebinde) | David-Goldberg-Straße 23 (Karte)                                                                                | Vermutlich 1. Hälfte 19. Jahrhundert                                                               | Baugeschichtlich und sozialgeschichtlich von Bedeutung | 09272404 |
| Weitere Bilder                          | Wohnhaus (Umgebinde) | David-Goldberg-Straße 24 (Karte)                                                                                | Vermutlich 1. Hälfte 19. Jahrhundert                                                               | Eingeschossiges Doppelstubenhaus, baugeschichtlich und sozialgeschichtlich von Bedeutung | 09272405 |
| Weitere Bilder                          | Wohnhaus (Umgebinde) | David-Goldberg-Straße 25 (Karte)                                                                                | Vermutlich 1. Hälfte 19. Jahrhundert                                                               | Eingeschossig, baugeschichtlich und sozialgeschichtlich von Bedeutung | 09272406 |
| Weitere Bilder                          | Wohnhaus (Umgebinde) und Stützmauern dahinter in Naturstein | David-Goldberg-Straße 26 (Karte)                                                                                | Vermutlich 1. Hälfte 19. Jahrhundert                                                               | Doppelstubenhaus, baugeschichtlich und sozialgeschichtlich von Bedeutung | 09272407 |
| Weitere Bilder                          | Wohnhaus (Umgebinde) | David-Goldberg-Straße 28 (Karte)                                                                                | Vermutlich 2. Hälfte 18. Jahrhundert                                                               | Doppelstubenhaus, baugeschichtlich und sozialgeschichtlich von Bedeutung | 09272410 |
| Weitere Bilder                          | Wohnhaus mit Seitenflügel (Umgebinde) einer Winkelhofanlage, Nr. 31, und Scheune, Nr. 30 (Altes Armenhaus) | David-Goldberg-Straße 30, 31 (Karte)                                                                            | Bezeichnet mit 1740                                                                                | Bezeichnet mit 1740 im Keilstein des Türstocks, Seitengebäude vermutlich älter, baugeschichtlich, ortsgeschichtlich, sozialgeschichtlich und straßenbildprägend von Bedeutung | 09272411 |
| Weitere Bilder                          | Wohnhaus (Umgebinde) | David-Goldberg-Straße 34 (Karte)                                                                                | Etwa Mitte 19. Jahrhundert                                                                         | Baugeschichtlich und sozialgeschichtlich von Bedeutung | 09272412 |
| Weitere Bilder                          | Wohnhaus (Umgebinde) | Dr.-Külz-Straße 1 (Karte)                                                                                       | Etwa Mitte 19. Jahrhundert                                                                         | Baugeschichtlich und sozialgeschichtlich von Bedeutung | 09272414 |
| Weitere Bilder                          | Wohnhaus (Umgebinde) | Dr.-Külz-Straße 2 (Karte)                                                                                       | Vermutlich 1. Hälfte 19. Jahrhundert                                                               | Doppelstubenhaus, baugeschichtlich und sozialgeschichtlich von Bedeutung | 09272413 |
| Direkt Bild zu diesem Denkmal hochladen | Wohnhaus (Umgebinde) | Dr.-Külz-Straße 3 (Karte)                                                                                       | Vermutlich Mitte 19. Jahrhundert                                                                   | Baugeschichtlich und sozialgeschichtlich von Bedeutung | 09272425 |
| Weitere Bilder                          | Wohnhaus (Umgebinde) | Dr.-Külz-Straße 4 (Karte)                                                                                       | 2. Hälfte 19. Jahrhundert                                                                          | Baugeschichtlich und sozialgeschichtlich von Bedeutung | 09272415 |
| Weitere Bilder                          | Wohnhaus (Umgebinde) | Dr.-Külz-Straße 5 (Karte)                                                                                       | Bezeichnet mit 1817 im Türstock                                                                    | Doppelstubenhaus, baugeschichtlich und sozialgeschichtlich von Bedeutung | 09272416 |
| Weitere Bilder                          | Wohnhaus (Umgebinde) | Dr.-Külz-Straße 6 (Karte)                                                                                       | 18. Jahrhundert                                                                                    | Doppelstubenhaus mit rückwärtigem Anbau, baugeschichtlich und sozialgeschichtlich von Bedeutung | 09272417 |
| Weitere Bilder                          | Wohnhaus (Umgebinde) | Dr.-Külz-Straße 7 (Karte)                                                                                       | Um 1740                                                                                            | Baugeschichtlich und sozialgeschichtlich von Bedeutung | 09272418 |
| Weitere Bilder                          | Wohnhaus (Umgebinde) | Dr.-Külz-Straße 8 (Karte)                                                                                       | Vermutlich um 1800                                                                                 | Baugeschichtlich und sozialgeschichtlich von Bedeutung | 09272420 |
| Weitere Bilder                          | Wohnhaus (Umgebinde) | Dr.-Külz-Straße 9 (Karte)                                                                                       | Vermutlich 1. Hälfte 19. Jahrhundert                                                               | Doppelstubenhaus, baugeschichtlich und sozialgeschichtlich von Bedeutung | 09272419 |
| Weitere Bilder                          | Wohnhaus (Umgebinde) | Dr.-Külz-Straße 11 (Karte)                                                                                      | Im Kern vermutlich noch 18. Jahrhundert                                                            | Baugeschichtlich und sozialgeschichtlich von Bedeutung | 09272421 |
| Weitere Bilder                          | Wohnhaus (Umgebinde) | Dr.-Külz-Straße 12 (Karte)                                                                                      | Vermutlich noch 1. Hälfte 18. Jahrhundert                                                          | Doppelstubenhaus, Ständerbau, baugeschichtlich, hausgeschichtlich und sozialgeschichtlich von Bedeutung | 09272468 |
| Weitere Bilder                          | Wohnhaus (Umgebinde) | Dr.-Külz-Straße 13 (Karte)                                                                                      | Vermutlich um 1830                                                                                 | Doppelstubenhaus, baugeschichtlich und sozialgeschichtlich von Bedeutung | 09272422 |
| Weitere Bilder                          | Wohnhaus (Umgebinde) | Dr.-Külz-Straße 14 (Karte)                                                                                      | Bezeichnet mit 1837 im Türstock                                                                    | Doppelstubenhaus, baugeschichtlich und sozialgeschichtlich von Bedeutung | 09272473 |
| Weitere Bilder                          | Wohnhaus (Umgebinde) | Dr.-Külz-Straße 15 (Karte)                                                                                      | Etwa um 1800                                                                                       | Baugeschichtlich und sozialgeschichtlich von Bedeutung | 09272423 |
|                                         | Wohnhaus (Umgebinde) | Dr.-Külz-Straße 16 (Karte)                                                                                      | Vermutlich 1. Hälfte 19. Jahrhundert                                                               | Doppelstubenhaus, baugeschichtlich und sozialgeschichtlich von Bedeutung | 09272475 |
| Direkt Bild zu diesem Denkmal hochladen | Wohnhaus (Umgebinde) | Dr.-Külz-Straße 17 (Karte)                                                                                      | Vermutlich 1. Hälfte 19. Jahrhundert                                                               | Doppelstubenhaus, baugeschichtlich und sozialgeschichtlich von Bedeutung | 09272424 |
| Direkt Bild zu diesem Denkmal hochladen | Wohnhaus (Umgebinde) | Dr.-Külz-Straße 19a (Karte)                                                                                     | Vermutlich 2. Hälfte 18. Jahrhundert                                                               | Baugeschichtlich und sozialgeschichtlich von Bedeutung | 09272427 |
| Weitere Bilder                          | Wohnhaus (Umgebinde), mit Fachwerk-Seitenflügel mit Mansardendach | Dr.-Külz-Straße 23 (Karte)                                                                                      | Bezeichnet mit 1804 im Türstock                                                                    | Baugeschichtlich und sozialgeschichtlich von Bedeutung | 09272426 |
| Weitere Bilder                          | Wohnhaus (Umgebinde) | Dr.-Külz-Straße 25 (Karte)                                                                                      | Vermutlich um 1800                                                                                 | Baugeschichtlich und sozialgeschichtlich von Bedeutung | 09272428 |
| Direkt Bild zu diesem Denkmal hochladen | Wohnhaus (Umgebinde) | Dr.-Külz-Straße 27 (Karte)                                                                                      | Vermutlich 1. Hälfte 19. Jahrhundert                                                               | Baugeschichtlich und sozialgeschichtlich von Bedeutung | 09272429 |
| Weitere Bilder                          | Wohnhaus (Umgebinde) | Dr.-Külz-Straße 29 (Karte)                                                                                      | Bezeichnet mit 1826                                                                                | Doppelstubenhaus, baugeschichtlich und sozialgeschichtlich von Bedeutung | 09272430 |
| Weitere Bilder                          | Wohnhaus (Umgebinde) | Dr.-Külz-Straße 31 (Karte)                                                                                      | Etwa 1. Hälfte 19. Jahrhundert                                                                     | Baugeschichtlich und sozialgeschichtlich von Bedeutung | 09272431 |
| Weitere Bilder                          | Wohnhaus (Umgebinde) | Dr.-Külz-Straße 33 (Karte)                                                                                      | 1. Hälfte 19. Jahrhundert                                                                          | Doppelstubenhaus, baugeschichtlich und sozialgeschichtlich von Bedeutung | 09272432 |
| Weitere Bilder                          | Wohnhaus (Umgebinde) | Dr.-Külz-Straße 35 (Karte)                                                                                      | 18. Jahrhundert                                                                                    | Doppelstubenhaus, baugeschichtlich und sozialgeschichtlich von Bedeutung | 09272467 |
| Weitere Bilder                          | Wohnhaus (Umgebinde) | Dr.-Külz-Straße 37 (Karte)                                                                                      | Um 1840                                                                                            | Doppelstubenhaus, baugeschichtlich und sozialgeschichtlich von Bedeutung | 09272472 |
| Weitere Bilder                          | Wohnhaus (Umgebinde) | Dr.-Külz-Straße 41 (Karte)                                                                                      | Vermutlich 1. Hälfte 19. Jahrhundert                                                               | Doppelstubenhaus, baugeschichtlich und sozialgeschichtlich von Bedeutung | 09272474 |
| Weitere Bilder                          | Wohnhaus (Umgebinde) | Dr.-Külz-Straße 43 (Karte)                                                                                      | Vermutlich um 1800                                                                                 | Doppelstubenhaus, baugeschichtlich und sozialgeschichtlich von Bedeutung | 09272476 |
| Weitere Bilder                          | Wohnhaus (Umgebinde) | Dr.-Külz-Straße 45 (Karte)                                                                                      | Vermutlich 1. Hälfte 19. Jahrhundert                                                               | Doppelstubenhaus, baugeschichtlich und sozialgeschichtlich von Bedeutung | 09272477 |
| Weitere Bilder                          | Wohnhaus (Umgebinde) mit ehemaliger Bäckerei | Dr.-Külz-Straße 47 (Karte)                                                                                      | 1. Hälfte 19. Jahrhundert                                                                          | Baugeschichtlich und ortsgeschichtlich von Bedeutung | 09272478 |
|                                         | Wohnhaus (Umgebinde) | Dr.-Külz-Straße 51 (Karte)                                                                                      | Vermutlich um 1800                                                                                 | Baugeschichtlich und sozialgeschichtlich von Bedeutung | 09272500 |
| Weitere Bilder                          | Wohnhaus (Umgebinde) | Dr.-Külz-Straße 55 (Karte)                                                                                      | Um 1800                                                                                            | Baugeschichtlich und sozialgeschichtlich von Bedeutung | 09272501 |
|                                         | Wohnhaus (Umgebinde) | Dr.-Külz-Straße 57 (Karte)                                                                                      | 1. Hälfte 19. Jahrhundert                                                                          | Eingeschossig mit Kniestock, baugeschichtlich und sozialgeschichtlich von Bedeutung | 09272502 |
|                                         | Wohnhaus (Umgebinde) | Dr.-Külz-Straße 59 (Karte)                                                                                      | Um 1900, älterer Kern                                                                              | Baugeschichtlich von Bedeutung | 09272503 |
|                                         | Wohnhaus (Umgebinde) | Dr.-Külz-Straße 61 (Karte)                                                                                      | Im Kern um 1700                                                                                    | Baugeschichtlich, hausgeschichtlich und sozialgeschichtlich von Bedeutung | 09272504 |
| Weitere Bilder                          | Wohnhaus (Umgebinde) | Dr.-Külz-Straße 69 (Karte)                                                                                      | Bezeichnet mit 1785                                                                                | Doppelstubenhaus, baugeschichtlich und sozialgeschichtlich von Bedeutung | 09272505 |
|                                         | Wohnhaus (Umgebinde) mit Stützmauer | Dr.-Külz-Straße 71 (Karte)                                                                                      | Ende 19. Jahrhundert                                                                               | Baugeschichtlich und städtebaulich von Bedeutung | 09272506 |
| Weitere Bilder                          | Straßenunterführung | Emil-Schiffner-Straße (Hauptanschrift: An der Poche) (Karte)                                                    | 1868/1871                                                                                          | Bahnstrecke Mittelherwigsdorf–Varnsdorf–Eibau; die Straßenunterführung ein Bogen mit mächtigen gemauerten Wangen in Naturstein, baugeschichtlich, eisenbahngeschichtlich und echnikgeschichtlich von Bedeutung | 09274680 |
|                                         | Villa | Feldstraße 7 (Karte)                                                                                            | Um 1900                                                                                            | Klinkerlisenen und -gesimse, seitliche Plastik, baugeschichtlich von Bedeutung | 09272332 |
|                                         | Wohnhaus (Umgebinde) | Finkenhübelstraße 2 (Neuschönau) (Karte)                                                                        | Vermutlich 1. Hälfte 19. Jahrhundert                                                               | Baugeschichtlich und sozialgeschichtlich von Bedeutung | 09272692 |
| Weitere Bilder                          | Neuschönauer Brettmühle mit allen Gebäuden, dabei das Wohnhaus (Umgebinde) mit vorderem massiven Anbau, ein Holzgebäude rechts daran, die Fachwerkscheune und alle massiven Scheunen und Stallungen, dazu die verbliebene technische Ausrüstung (Holzzahnräder etc.) | Finkenhübelstraße 4 (Neuschönau) (Karte)                                                                        | Vermutlich um 1800                                                                                 | Baugeschichtlich und ortsgeschichtlich von Bedeutung | 09272691 |
| Weitere Bilder                          | Villa mit Einfriedung | Gabelsbergerstraße 6 (Karte)                                                                                    | Um 1905                                                                                            | Aufwändige Fassade mit reicher Jugendstil-Ornamentik, baugeschichtlich und städtebaulich von Bedeutung | 09272644 |
| Weitere Bilder                          | Wohnhaus mit Einfriedung und parkähnlichem Garten | Gabelsbergerstraße 7 (Karte)                                                                                    | Um 1900                                                                                            | Bau im Heimatstil, Oberstock Blockbau, baugeschichtlich und gartenkünstlerisch von Bedeutung | 09272645 |
|                                         | Villa | Gartenstraße 2 (Karte)                                                                                          | Ende 19. Jahrhundert                                                                               | Baugeschichtlich von Bedeutung | 09272334 |
| Weitere Bilder                          | Wohnhaus (Umgebinde) | Goethestraße 9 (Karte)                                                                                          | Vermutlich 18. Jahrhundert                                                                         | Baugeschichtlich und sozialgeschichtlich von Bedeutung | 09272306 |
|                                         | Wohnhaus (Umgebinde) | Gründischer Weg 1 (Neuschönau) (Karte)                                                                          | Vermutlich Ende 18. Jahrhundert                                                                    | Baugeschichtlich und sozialgeschichtlich von Bedeutung | 09272677 |
|                                         | Wohnhaus (Umgebinde) | Gründischer Weg 3 (Neuschönau) (Karte)                                                                          | Um 1800                                                                                            | Baugeschichtlich und sozialgeschichtlich von Bedeutung | 09272676 |
|                                         | Wohnhaus (Umgebinde) | Gründischer Weg 5 (Neuschönau) (Karte)                                                                          | Vermutlich Ende 18. Jahrhundert                                                                    | Doppelstubenhaus, baugeschichtlich und sozialgeschichtlich von Bedeutung | 09272675 |
|                                         | Wohnhaus (Umgebinde) | Gründischer Weg 7 (Neuschönau) (Karte)                                                                          | Vermutlich Ende 18. Jahrhundert                                                                    | Eingeschossig, baugeschichtlich und sozialgeschichtlich von Bedeutung | 09272674 |
| Weitere Bilder                          | Wohnhaus (Umgebinde) | Hainewalder Straße 1 (Karte)                                                                                    | Vermutlich 2. Hälfte 18. Jahrhundert                                                               | Doppelstubenhaus, baugeschichtlich und sozialgeschichtlich von Bedeutung | 09272509 |
|                                         | Wohnhaus (Umgebinde) | Hainewalder Straße 2 (Karte)                                                                                    | 2. Hälfte 18. Jahrhundert (im Kern)                                                                | Baugeschichtlich und sozialgeschichtlich von Bedeutung | 09272510 |
| Weitere Bilder                          | Gasthof Zum Goldenen Hirsch (Umgebinde) | Hainewalder Straße 5 (Karte)                                                                                    | Vermutlich 1. Hälfte 19. Jahrhundert                                                               | Ehemals Sandschänke, baugeschichtlich und ortsgeschichtlich von Bedeutung | 09272507 |
|                                         | Wohnhaus (Umgebinde) | Hainewalder Straße 8 (Karte)                                                                                    | Mitte 19. Jahrhundert                                                                              | Doppelstubenhaus, baugeschichtlich und sozialgeschichtlich von Bedeutung | 09272538 |
|                                         | Wohnhaus (Umgebinde) | Hainewalder Straße 17 (Karte)                                                                                   | 2. Hälfte 18. Jahrhundert                                                                          | Doppelstubenhaus, baugeschichtlich und sozialgeschichtlich von Bedeutung | 09272531 |
| Direkt Bild zu diesem Denkmal hochladen | Wohnhaus (Umgebinde) | Hainewalder Straße 18 (Karte)                                                                                   | 2. Hälfte 18. Jahrhundert                                                                          | Doppelstubenhaus, baugeschichtlich und sozialgeschichtlich von Bedeutung | 09272530 |
| Weitere Bilder                          | Vierseithof mit Wohnhaus, Auszugshaus, Scheune, Seitengebäude, Torpfeilern und Steintrog im Hof (Zollgut) | Hauptstraße 2, 2a (Karte)                                                                                       | Um 1850 (Wohnhaus); bezeichnet mit 1898 (Seitengebäude); 18. Jahrhundert (Scheune und Auszugshaus) | Baugeschichtlich und wirtschaftsgeschichtlich von Bedeutung | 09272309 |
| Weitere Bilder                          | Wohnhaus (Umgebinde) und Seitengebäude einer Faktorei | Hauptstraße 3, 3a (Karte)                                                                                       | Bezeichnet mit 1766                                                                                | Baugeschichtlich, sozialgeschichtlich und wirtschaftsgeschichtlich von Bedeutung | 09272308 |
|                                         | Wohnhaus eines Dreiseithofs | Hauptstraße 6 (Karte)                                                                                           | Um 1820                                                                                            | Baugeschichtlich von Bedeutung | 09272310 |
| Weitere Bilder                          | Wohnhaus und rückwärtiges Nebengebäude, mit Einfriedung | Hauptstraße 16, 16a (Karte)                                                                                     | Um 1850/1860                                                                                       | Spätklassizistisches Gebäude mit aufwändig gestaltetem Mittelrisalit, baugeschichtlich und wirtschaftsgeschichtlich von Bedeutung | 09272311 |
|                                         | Wohnhaus in offener Bebauung | Hauptstraße 18 (Karte)                                                                                          | Um 1860                                                                                            | Ehemalige Apotheke, baugeschichtlich und ortsgeschichtlich von Bedeutung | 09272338 |
|                                         | Wohnhaus und Scheune eines Bauernhofes | Hauptstraße 20 (Karte)                                                                                          | Eventuell noch 1. Hälfte 19. Jahrhundert                                                           | Baugeschichtlich und wirtschaftsgeschichtlich von Bedeutung | 09272337 |
| Weitere Bilder                          | Mietshaus mit Laden mit originaler Front | Hauptstraße 22 (Karte)                                                                                          | Um 1905                                                                                            | Baugeschichtlich von Bedeutung | 09272336 |
| Weitere Bilder                          | Wohnstallhaus (Umgebinde) eines ehemaligen Dreiseithofes | Hauptstraße 23 (Karte)                                                                                          | Bezeichnet mit 1719                                                                                | Baugeschichtlich und sozialgeschichtlich von Bedeutung | 09272307 |
|                                         | Mietshaus mit Einfriedung | Hauptstraße 24 (Karte)                                                                                          | Um 1905                                                                                            | Fassade mit Zierfachwerk und Jugendstilornamenten, baugeschichtlich von Bedeutung | 09272335 |
|                                         | Mietshaus mit Ladeneinbau | Hauptstraße 26 (Karte)                                                                                          | Um 1905                                                                                            | Historistische Fassade, baugeschichtlich von Bedeutung | 09272333 |
| Weitere Bilder                          | Wohnhaus (Umgebinde) | Hauptstraße 31 (Karte)                                                                                          | Bezeichnet mit 1712                                                                                | Baugeschichtlich und sozialgeschichtlich von Bedeutung | 09272305 |
|                                         | Wohnhaus (Umgebinde) | Hauptstraße 33 (Karte)                                                                                          | Bezeichnet mit 1749                                                                                | Baugeschichtlich und sozialgeschichtlich von Bedeutung | 09272304 |
| Weitere Bilder                          | Wohnhaus (Umgebinde) | Hauptstraße 41 (Karte)                                                                                          | Vermutlich um 1700                                                                                 | Baugeschichtlich und sozialgeschichtlich von Bedeutung; ehemals denkmalgeschütztes Seitengebäude (Umgebinde) abgerissen | 09272618 |
| Weitere Bilder                          | Gasthof (Umgebinde) | Hauptstraße 42 (Karte)                                                                                          | Bezeichnet mit 1830 (im Portal)                                                                    | Baugeschichtlich, ortsgeschichtlich und straßenbildprägend von Bedeutung | 09272615 |
| Weitere Bilder                          | Hofanlage mit villenartigem Wohnhaus, Hofemauer mit Einfahrtspfeilern, Stützmauer und Vorgarten | Hauptstraße 48 (Karte)                                                                                          | Bezeichnet mit 1892                                                                                | Neorenaissance-Giebel, baugeschichtlich von Bedeutung | 09272617 |
| Weitere Bilder                          | Rittergut Großschönau (Sachgesamtheit) | Hauptstraße 52, 52a (Karte)                                                                                     | 19. Jahrhundert                                                                                    | Sachgesamtheit Rittergut Großschönau mit folgenden Einzeldenkmalen: Herrenhaus, zwei Wirtschaftsgebäude und Scheune (siehe Obj. 09272619), dazu der vordere Teil des Gutsparks mit Teich (Gartendenkmal) und Torpfeiler (Sachgesamtheitsteil); Teil der alten Ortsstruktur, ortshistorisch von Bedeutung | 09300186 |
| Weitere Bilder                          | Herrenhaus, zwei Wirtschaftsgebäude (Stallgebäude und Wohnstallhaus) sowie Scheune | Hauptstraße 52, 52a (Karte)                                                                                     | Um 1860/1870                                                                                       | Einzeldenkmale der Sachgesamtheit Rittergut Großschönau; ortshistorisch von Bedeutung, baugeschichtlich interessant | 09272619 |
|                                         | Villa mit Garten | Hauptstraße 53 (Karte)                                                                                          | Um 1900                                                                                            | Bau historisierend, u. a. Eckturm und Zierfachwerk, ortsgeschichtlich und baugeschichtlich von Bedeutung | 09272623 |
| Weitere Bilder                          | Fabrikantenvilla mit allen Flügelbauten und überdachter Pergola, dazu der parkähnliche Garten mit OdF-Denkmal und Einfriedung mit Torpfeilern (Anwesen Johann Gottfried Haebler)                                                                                     | Hauptstraße 54 (Karte)                                                                                          | 1823                                                                                               | Heute Gemeindeverwaltung, aufwändig gestaltete Putzbauten, baugeschichtlich und ortshistorisch von Bedeutung | 09272620 |
| Weitere Bilder                          | Fußgängerbrücke über die Eisenbahn | Südlich von Hauptstraße 54 (Hauptanschrift: An der Poche) (Karte)                                               | 1868/1871                                                                                          | Bahnstrecke Mittelherwigsdorf–Varnsdorf–Eibau; baugeschichtlich, eisenbahngeschichtlich und technikgeschichtlich von Bedeutung | 09274680 |
| Weitere Bilder                          | Pfarrhaus | Hauptstraße 55 (Karte)                                                                                          | 1870                                                                                               | Baugeschichtlich und ortsgeschichtlich von Bedeutung | 09272624 |
| Weitere Bilder                          | Villa mit Villengarten, Brunnenring mit figürlicher Plastik sowie Einfriedung mit Torpfeilern | Hauptstraße 56 (Karte)                                                                                          | Um 1900                                                                                            | Zeittypischer Putzbau mit Reformstilelementen, baugeschichtlich und gartenkünstlerisch von Bedeutung | 09272622 |
| Weitere Bilder                          | Zwei Schulgebäude (Pestalozzischule) | Hauptstraße 57 (Karte)                                                                                          | Ende 19. Jahrhundert                                                                               | Das kleinere Gebäude an der Kirchstraße, historistische Fassaden, baugeschichtlich, ortsgeschichtlich und straßenbildprägend von Bedeutung | 09272626 |
| Weitere Bilder                          | Doppelmietshaus | Hauptstraße 61, 63 (Karte)                                                                                      | 1910er Jahre                                                                                       | Heimatstil, baugeschichtlich von Bedeutung | 09272628 |
| Weitere Bilder                          | Wohnhaus, mit Laden | Hauptstraße 64 (Karte)                                                                                          | Um 1910                                                                                            | Heimatstil, Eingangsbereich mit säulengetragenem Vordach, baugeschichtlich von Bedeutung | 09272629 |
| Weitere Bilder                          | Amtsgericht mit Haupt- und Nebengebäude und Mauern (Liselotte-Hermann-Heim) | Hauptstraße 69 (Karte)                                                                                          | Ende 19. Jahrhundert                                                                               | Klinkerfassade mit Sandstein-Architekturelementen, baugeschichtlich, ortsgeschichtlich und straßenbildprägend von Bedeutung | 09272631 |
| Weitere Bilder                          | Postgebäude mit Einfriedung | Hauptstraße 70 (Karte)                                                                                          | Ende 19. Jahrhundert                                                                               | Eckturm trägt der Ecklage Rechnung, baugeschichtlich und städtebaulich von Bedeutung | 09272632 |
| Weitere Bilder                          | Villa mit Villengarten und Einfriedung | Hauptstraße 72 (Karte)                                                                                          | Um 1880                                                                                            | Baugeschichtlich von Bedeutung | 09272640 |
| Weitere Bilder                          | Wohnstallhaus (Umgebinde), Scheune und Seitengebäude eines Dreiseithofes | Hauptstraße 74 (Karte)                                                                                          | Um 1850                                                                                            | Baugeschichtlich und wirtschaftsgeschichtlich von Bedeutung | 09272641 |
| Weitere Bilder                          | Villa mit Garten | Hauptstraße 76 (Karte)                                                                                          | Ende 19. Jahrhundert                                                                               | Spätklassizistischer Bau mit übergiebeltem Mittelrisalit, baugeschichtlich von Bedeutung | 09272642 |
| Weitere Bilder                          | Vierseithof mit Wohnhaus, Scheune und zwei Seitengebäuden | Hauptstraße 78 (Karte)                                                                                          | Um 1860                                                                                            | Baugeschichtlich und wirtschaftsgeschichtlich von Bedeutung | 09272643 |
| Weitere Bilder                          | Wohnhaus (Umgebinde) mit Einfriedung | Hauptstraße 81 (Karte)                                                                                          | Bezeichnet mit 1838                                                                                | Doppelstubenhaus, baugeschichtlich und sozialgeschichtlich von Bedeutung | 09272647 |
| Weitere Bilder                          | Bauernhof mit Wohnhaus (Umgebinde), Scheune, westlichem Nebengebäude, Hofmauer und Einfahrtspfeiler | Hauptstraße 82 (Karte)                                                                                          | Bezeichnet mit 1822                                                                                | Wohnhaus Doppelstubenhaus, Scheune mit zwei großen Toren und anspruchsvoller Gliederung mit Gesimsen und Lisenen, baugeschichtlich und sozialgeschichtlich von Bedeutung | 09272648 |
|                                         | Villa mit Nebengebäude (84a), Villengarten und Einfriedung mit zwei Einfahrten | Hauptstraße 84, 84a (Karte)                                                                                     | Bezeichnet mit 1910                                                                                | Zeittypischer Putzbau mit vorgelagerter Treppe und monumentalem Eingangsbereich mit Säulenstellung, baugeschichtlich und ortsgeschichtlich von Bedeutung | 09272650 |
| Weitere Bilder                          | Wegeunterführung | Hinter Hauptstraße 84 (Hauptanschrift: An der Poche) (Karte)                                                    | 1868/1871                                                                                          | Bahnstrecke Mittelherwigsdorf–Varnsdorf–Eibau; ein Bogen mit mächtigen gemauerten Wangen, Naturstein, baugeschichtlich, eisenbahngeschichtlich und technikgeschichtlich von Bedeutung | 09274680 |
| Weitere Bilder                          | Zwei Fabrikgebäude der Weberei C.G. Hänsch | Hauptstraße 85 (Karte)                                                                                          | 1888                                                                                               | Eines der Gebäude entlang der Straße, das andere rechts im rechten Winkel in die Tiefe des Grundstücks, der Flügel entlang der Straße wurde im linken Teil einschließlich des herausgehobenen Mittelrisalits um 1912 im Stile der Heimatschutzbewegung leicht historisierend mit einer Lisenengliederung ergänzt, der neue Mittelrisalit mit hohem gebrochenem Dach versehen, baugeschichtlich, ortsgeschichtlich und wirtschaftsgeschichtlich von Bedeutung | 09272649 |
| Weitere Bilder                          | Dampfmaschine | Hauptstraße 85 (Karte)                                                                                          | 1903                                                                                               | Liegende Einzylinderdampfmaschine mit Ventilsteuerung und Achsregler, Fa. R. Trenck Erfurt, befindet sich in der ehem. Gurtbandweberei Emil Mättig, heute Motorrad-Veteranen und Technik-Museum, umgesetzt in die Hauptstraße 85, ehemalige Weberei C. G. Hänsch (ehemalige Schlauchboot), technikgeschichtlich von Bedeutung | 09303418 |
| Weitere Bilder                          | Wegeunterführung | Hinter Hauptstraße 86 (Hauptanschrift: An der Poche) (Karte)                                                    | 1868/1871                                                                                          | Bahnstrecke Mittelherwigsdorf–Varnsdorf–Eibau; ein Bogen mit mächtigen gemauerten Wangen, Naturstein, baugeschichtlich, eisenbahngeschichtlich und technikgeschichtlich von Bedeutung | 09274680 |
| Weitere Bilder                          | Wohnhaus | Hauptstraße 87 (Karte)                                                                                          | Bezeichnet mit 1908                                                                                | Massiver Bau mit Putzgliederung, baugeschichtlich von Bedeutung | 09272651 |
|                                         | Wohnhaus (Umgebinde) | Hauptstraße 91 (Karte)                                                                                          | Vermutlich 1. Hälfte 19. Jahrhundert                                                               | Doppelstubenhaus, baugeschichtlich und sozialgeschichtlich von Bedeutung | 09272652 |
| Weitere Bilder                          | Villa und Garten | Hauptstraße 92 (Karte)                                                                                          | Um 1900                                                                                            | Im Heimatstil, mit Eckturm, Zierfachwerk, Mauerband und Schieferung, baugeschichtlich von Bedeutung | 09272657 |
|                                         | Wohnhaus (Umgebinde) eines Bauernhofes | Hauptstraße 99 (Karte)                                                                                          | Um 1800                                                                                            | Baugeschichtlich und sozialgeschichtlich von Bedeutung | 09272658 |
| Weitere Bilder                          | Bauernhof mit Wohnstallhaus, Scheune über winkligem Grundriss und Seitengebäude | Hauptstraße 107 (Karte)                                                                                         | 2. Hälfte 18. Jahrhundert                                                                          | Wohnstallhaus (Umgebinde), Scheune in zwei Baukörpern im Winkel (Fachwerk) und Seitengebäude (Umgebinde), baugeschichtlich, sozialgeschichtlich und wirtschaftsgeschichtlich von Bedeutung | 09272659 |
|                                         | Wohnhaus (Umgebinde) | Hauptstraße 117 (Karte)                                                                                         | 1. Hälfte 19. Jahrhundert                                                                          | Baugeschichtlich und sozialgeschichtlich von Bedeutung | 09272662 |
| Direkt Bild zu diesem Denkmal hochladen | Seitengebäude mit Kumthalle eines Dreiseithofes | Hauptstraße 121 (Karte)                                                                                         | Mitte 19. Jahrhundert                                                                              | Wirtschaftsgeschichtlich von Bedeutung | 09272663 |
|                                         | Wohnhaus (Umgebinde) | Hutbergstraße 1 (Karte)                                                                                         | Vermutlich Mitte 18. Jahrhundert                                                                   | Baugeschichtlich und sozialgeschichtlich von Bedeutung | 09272469 |
| Direkt Bild zu diesem Denkmal hochladen | Wohnhaus (Umgebinde) | Hutbergstraße 3 (Karte)                                                                                         | Um 1750                                                                                            | Doppelstubenhaus, baugeschichtlich und sozialgeschichtlich von Bedeutung | 09272470 |
|                                         | Wohnhaus (Umgebinde) | Hutbergstraße 6 (Karte)                                                                                         | Nach 1850                                                                                          | Baugeschichtlich und sozialgeschichtlich von Bedeutung | 09272471 |
|                                         | Wohnhaus (Umgebinde) | Hutbergstraße 29 (Karte)                                                                                        | Vermutlich Mitte 19. Jahrhundert                                                                   | Eingeschossig, baugeschichtlich und sozialgeschichtlich von Bedeutung | 09272433 |
|                                         | Wohnhaus in geschlossener Bebauung und zwei Nebengebäude (Kretscham) | Kirchstraße 2a (Karte)                                                                                          | Um 1900 (Wohnhaus); 1. Hälfte 19. Jahrhundert (Nebengebäude)                                       | Hofanlage zum Kretscham Hauptstraße 59, siehe auch dort, Vorderhaus in geschlossener Bebauung mit der links anschließenden Nr. 2, mit Läden mit originalen Fronten, zwischen Hauptbau und östlichem Nebengebäude Turm, baugeschichtlich und wirtschaftsgeschichtlich von Bedeutung | 09303471 |
| Weitere Bilder                          | Kirchschule | Kirchstraße 4 (Karte)                                                                                           | Um 1850                                                                                            | Kirchschule oder anderer zur Kirche gehörender Bau | 09304603 |
| Weitere Bilder                          | Wohnhaus (Umgebinde) | Kirchstraße 5 (Karte)                                                                                           | Vermutlich 18. Jahrhundert                                                                         | Doppelstubenhaus, baugeschichtlich und sozialgeschichtlich von Bedeutung | 09272371 |
| Weitere Bilder                          | Wohnhaus (Umgebinde) | Kirchstraße 6 (Karte)                                                                                           | Etwa um 1850                                                                                       | Baugeschichtlich und sozialgeschichtlich von Bedeutung | 09272409 |
| Weitere Bilder                          | Wohnhaus (Umgebinde) | Kirchstraße 7 (Karte)                                                                                           | Kern Mitte 19. Jahrhundert                                                                         | Baugeschichtlich und sozialgeschichtlich von Bedeutung | 09272373 |
|                                         | Wohnhaus | Kirchstraße 8 (Karte)                                                                                           | Um 1860                                                                                            | Spätklassizistische Prägung mit übergiebeltem Mittelrisalit, baugeschichtlich von Bedeutung | 09272408 |
| Weitere Bilder                          | Wohnhaus (Umgebinde) | Kirchstraße 9 (Karte)                                                                                           | Um 1850                                                                                            | Doppelstubenhaus, baugeschichtlich und sozialgeschichtlich von Bedeutung | 09272374 |
| Weitere Bilder                          | Wohnhaus | Kirchstraße 12 (Karte)                                                                                          | Um 1880                                                                                            | Massiv mit klassischer Gliederung, von hier aus Fachwerk-Übergang zu Theodor-Haebler-Straße 15, baugeschichtlich von Bedeutung | 09274804 |
|                                         | Gasthaus Zur Krone, heute Wohnhaus (Umgebinde) | Kirchstraße 14 (Karte)                                                                                          | Vermutlich um 1800                                                                                 | Baugeschichtlich und ortsgeschichtlich von Bedeutung | 09272370 |
| Weitere Bilder                          | Wohnhaus (Umgebinde) und massiver Seitenflügel | Kirchstraße 16 (Karte)                                                                                          | Mitte 19. Jahrhundert                                                                              | Seitenflügel mit Eckquaderung, baugeschichtlich und sozialgeschichtlich von Bedeutung | 09272376 |
| Direkt Bild zu diesem Denkmal hochladen | Wohnhaus (Umgebinde) mit mehreren massiven Anbauten (Werkstätten/Färberei) | Kirchstraße 16a (Karte)                                                                                         | 2. Hälfte 19. Jahrhundert                                                                          | Eingeschossig, Fachwerkgiebel, Fledermausgaupen, baugeschichtlich und sozialgeschichtlich von Bedeutung | 09272375 |
|                                         | Stall- und Remisengebäude | Lindenweg (Karte)                                                                                               | Um 1900, Stall- und Remisengebäude                                                                 | Putzbau mit Mittelrisalit und Gliederungen, gehörte zu Lindenweg 17 (Kämmels Erben), baugeschichtlicher Wert | 09304604 |
| Weitere Bilder                          | Wohnstallhaus (Umgebinde) | Lindenweg 6 (Karte)                                                                                             | Um 1830                                                                                            | Baugeschichtlich und sozialgeschichtlich von Bedeutung | 09272457 |
|                                         | Wohnhaus mit Einfriedung | Lindenweg 14 (Karte)                                                                                            | Ende 19. Jahrhundert                                                                               | Historistischer Putzbau, baugeschichtlich von Bedeutung | 09272489 |
| Weitere Bilder                          | Wohnhaus (Umgebinde) | Lindenweg 16 (Karte)                                                                                            | 1804                                                                                               | Doppelstubenhaus, baugeschichtlich und sozialgeschichtlich von Bedeutung | 09272458 |
| Weitere Bilder                          | Fabrikantenvilla aus verschiedenen Bauteilen, dabei Umgebindehaus historisch, Umgebindeteil neuer historisierend und Massivbau („Kämmel's Erben“) | Lindenweg 17 (Karte)                                                                                            | Um 1900 (Fabrikantenvilla); Anfang 19. Jahrhundert (Wohnhaus)                                      | Historisierend mit Zierfachwerk, baugeschichtlich und ortsgeschichtlich von Bedeutung | 09272459 |
| Weitere Bilder                          | Wohnhaus (Umgebinde) | Lindenweg 20 (Karte)                                                                                            | Vermutlich Ende 18. Jahrhundert                                                                    | Doppelstubenhaus, baugeschichtlich und sozialgeschichtlich von Bedeutung | 09272460 |
| Weitere Bilder                          | Wohnhaus (Umgebinde) | Lindenweg 22 (Karte)                                                                                            | Im Kern vermutlich Ende des 18. Jahrhunderts                                                       | Eingeschossiges Doppelstubenhaus mit Kniestock, baugeschichtlich und sozialgeschichtlich von Bedeutung | 09272461 |
| Weitere Bilder                          | Turnhalle | Ludwig-Jahn-Straße 2 (Karte)                                                                                    | Anfang 20. Jahrhundert                                                                             | Anspruchsvoll historisierend im Geiste des Heimatstils, baugeschichtlich und ortsgeschichtlich von Bedeutung | 09272583 |
| Weitere Bilder                          | Wohnhaus (Umgebinde) mit Ladeneinbau | Mauerweg 1 (Karte)                                                                                              | Vermutlich 1. Hälfte 19. Jahrhundert                                                               | Baugeschichtlich von Bedeutung | 09272252 |
|                                         | Wohnhaus (Umgebinde), mit Stützmauer | Mauerweg 2 (Karte)                                                                                              | Im Kern um 1800                                                                                    | Baugeschichtlich und sozialgeschichtlich von Bedeutung | 09272253 |
|                                         | Wohnhaus (Umgebinde) | Mauerweg 3 (Karte)                                                                                              | Vermutlich 1. Hälfte 19. Jahrhundert                                                               | Doppelstubenhaus, baugeschichtlich und sozialgeschichtlich von Bedeutung | 09272254 |
|                                         | Wohnhaus (Umgebinde) | Mauerweg 4 (Karte)                                                                                              | Vermutlich 1. Hälfte 19. Jahrhundert                                                               | Doppelstubenhaus, baugeschichtlich und sozialgeschichtlich von Bedeutung | 09272255 |
| Weitere Bilder                          | Wohnhaus (Umgebinde) | Mauerweg 6 (Karte)                                                                                              | Vermutlich um 1840                                                                                 | Doppelstubenhaus, baugeschichtlich und sozialgeschichtlich von Bedeutung | 09272256 |
|                                         | Wohnhaus (Umgebinde) | Mauerweg 7 (Karte)                                                                                              | Im Kern vermutlich 18. Jahrhundert                                                                 | Doppelstubenhaus, baugeschichtlich und sozialgeschichtlich von Bedeutung | 09272257 |
| Weitere Bilder                          | Wohnhaus (Umgebinde) | Mauerweg 9 (Karte)                                                                                              | Im Kern eventuell Ende 18. Jahrhundert                                                             | Doppelstubenhaus, baugeschichtlich und sozialgeschichtlich von Bedeutung | 09272259 |
|                                         | Wohnhaus (Umgebinde) | Mauerweg 10 (Karte)                                                                                             | Vermutlich 1. Hälfte 19. Jahrhundert                                                               | Baugeschichtlich und sozialgeschichtlich von Bedeutung | 09272260 |
| Direkt Bild zu diesem Denkmal hochladen | Wohnhaus (Umgebinde) | Mauerweg 11 (Karte)                                                                                             | Vermutlich um 1800                                                                                 | Doppelstubenhaus, baugeschichtlich und sozialgeschichtlich von Bedeutung | 09272261 |
| Direkt Bild zu diesem Denkmal hochladen | Wohnhaus (Umgebinde) | Mauerweg 13 (Karte)                                                                                             | Vermutlich 1. Hälfte 19. Jahrhundert                                                               | Eingeschossiges Doppelstubenhaus, baugeschichtlich und sozialgeschichtlich von Bedeutung | 09272263 |
|                                         | Wohnhaus (Umgebinde) | Mauerweg 15 (Karte)                                                                                             | Im Kern 19. Jahrhundert                                                                            | Baugeschichtlich und sozialgeschichtlich von Bedeutung | 09272264 |
| Direkt Bild zu diesem Denkmal hochladen | Wohnhaus (Umgebinde) | Mauerweg 16 (Karte)                                                                                             | Im Kern 18. Jahrhundert                                                                            | Baugeschichtlich und sozialgeschichtlich von Bedeutung | 09272265 |
| Weitere Bilder                          | Wohnhaus (Umgebinde) | Mauerweg 17 (Karte)                                                                                             | Vermutlich Mitte 19. Jahrhundert                                                                   | Doppelstubenhaus, baugeschichtlich und sozialgeschichtlich von Bedeutung | 09272266 |
| Weitere Bilder                          | Wohnhaus (Umgebinde) | Mauerweg 19 (Karte)                                                                                             | Im Kern 18. Jahrhundert                                                                            | Baugeschichtlich und sozialgeschichtlich von Bedeutung | 09272267 |
|                                         | Wohnhaus (Umgebinde) | Mauerweg 20 (Karte)                                                                                             | 1. Hälfte 19. Jahrhundert                                                                          | Doppelstubenhaus, baugeschichtlich und sozialgeschichtlich von Bedeutung | 09272268 |
| Weitere Bilder                          | Wohnhaus (Umgebinde) | Mauerweg 21 (Karte)                                                                                             | Vermutlich um 1800                                                                                 | Baugeschichtlich und sozialgeschichtlich von Bedeutung | 09272269 |
| Weitere Bilder                          | Wohnhaus (Umgebinde) | Mauerweg 22 (Karte)                                                                                             | Um 1800                                                                                            | Baugeschichtlich und sozialgeschichtlich von Bedeutung | 09272270 |
| Weitere Bilder                          | Wohnhaus (Umgebinde) | Mauerweg 23 (Karte)                                                                                             | Etwa um 1850                                                                                       | Baugeschichtlich und sozialgeschichtlich von Bedeutung | 09272271 |
|                                         | Wohnhaus (Umgebinde) | Mauerweg 25 (Karte)                                                                                             | Etwa um 1800                                                                                       | Baugeschichtlich und sozialgeschichtlich von Bedeutung | 09272272 |
|                                         | Wohnhaus (Umgebinde) | Mauerweg 26 (Karte)                                                                                             | Um 1800                                                                                            | Doppelstubenhaus, baugeschichtlich und sozialgeschichtlich von Bedeutung | 09272274 |
|                                         | Wohnhaus (Umgebinde) | Mauerweg 27 (Karte)                                                                                             | Im Kern vermutlich 1. Hälfte 19. Jahrhundert                                                       | Baugeschichtlich und sozialgeschichtlich von Bedeutung | 09272275 |
| Weitere Bilder                          | Gasthaus Oberschänke (Umgebinde) | Mauerweg 28 (Karte)                                                                                             | 1. Hälfte 19. Jahrhundert                                                                          | Baugeschichtlich und ortsgeschichtlich von Bedeutung | 09272276 |
| Direkt Bild zu diesem Denkmal hochladen | Wohnhaus (Umgebinde) | Mauerweg 29 (Karte)                                                                                             | Vermutlich im Kern 1. Hälfte 19. Jahrhundert                                                       | Baugeschichtlich und sozialgeschichtlich von Bedeutung | 09272273 |
| Direkt Bild zu diesem Denkmal hochladen | Wohnhaus (Umgebinde) | Mauerweg 30 (Karte)                                                                                             | Eventuell Ende 18. Jahrhundert                                                                     | Eingeschossig, baugeschichtlich und sozialgeschichtlich von Bedeutung | 09272277 |
| Weitere Bilder                          | Wohnhaus (Umgebinde) | Mauerweg 31 (Karte)                                                                                             | Vermutlich frühes 19. Jahrhundert                                                                  | Doppelstubenhaus, baugeschichtlich und sozialgeschichtlich von Bedeutung | 09272278 |
|                                         | Wohnhaus (Umgebinde) | Mauerweg 32 (Karte)                                                                                             | 1. Hälfte 19. Jahrhundert                                                                          | Baugeschichtlich und sozialgeschichtlich von Bedeutung | 09272279 |
| Direkt Bild zu diesem Denkmal hochladen | Wohnstallhaus (Umgebinde) | Mauerweg 34 (Karte)                                                                                             | Bezeichnet mit 1774                                                                                | Baugeschichtlich und sozialgeschichtlich von Bedeutung | 09272280 |
|                                         | Wohnhaus (Umgebinde) | Mühlstraße 4 (Karte)                                                                                            | Im Kern vermutlich noch 18. Jahrhundert                                                            | Baugeschichtlich und sozialgeschichtlich von Bedeutung | 09272520 |
|                                         | Wohnhaus (Umgebinde) | Mühlstraße 6 (Karte)                                                                                            | Vermutlich 1. Hälfte 19. Jahrhundert                                                               | Doppelstubenhaus, baugeschichtlich und sozialgeschichtlich von Bedeutung | 09272521 |
|                                         | Wohnhaus (Umgebinde) | Mühlstraße 7 (Karte)                                                                                            | Vermutlich 18. Jahrhundert                                                                         | Baugeschichtlich und sozialgeschichtlich von Bedeutung | 09272519 |
|                                         | Wohnhaus (Umgebinde) | Mühlstraße 8 (Karte)                                                                                            | Vermutlich Ende 18. Jahrhundert                                                                    | Rückwärtiger Flügel Obergeschoss Fachwerk, baugeschichtlich und sozialgeschichtlich von Bedeutung | 09272522 |
|                                         | Wohnhaus (Umgebinde) | Mühlstraße 9 (Karte)                                                                                            | Vermutlich Ende 18. Jahrhundert                                                                    | Baugeschichtlich und sozialgeschichtlich von Bedeutung | 09272518 |
|                                         | Wohnhaus (Umgebinde) | Mühlstraße 14 (Karte)                                                                                           | Ende 18. Jahrhundert                                                                               | Baugeschichtlich und sozialgeschichtlich von Bedeutung | 09272523 |
|                                         | Wohnhaus (Umgebinde) | Mühlstraße 15 (Karte)                                                                                           | Um 1840                                                                                            | Doppelstubenhaus, baugeschichtlich und sozialgeschichtlich von Bedeutung | 09272543 |
| Direkt Bild zu diesem Denkmal hochladen | Wohnhaus (Umgebinde) | Mühlstraße 16 (Karte)                                                                                           | 18. Jahrhundert                                                                                    | Doppelstubenhaus, baugeschichtlich und sozialgeschichtlich von Bedeutung | 09272524 |
|                                         | Wohnhaus (Umgebinde) | Mühlstraße 17 (Karte)                                                                                           | Etwa frühes 19. Jahrhundert                                                                        | Eingeschossiges Doppelstubenhaus, baugeschichtlich und sozialgeschichtlich von Bedeutung | 09272544 |
| Weitere Bilder                          | Wohnhaus (Umgebinde) | Mühlstraße 18 (Karte)                                                                                           | Um 1840                                                                                            | Baugeschichtlich und sozialgeschichtlich von Bedeutung | 09272525 |
| Weitere Bilder                          | Wohnhaus (Umgebinde) | Mühlstraße 20 (Karte)                                                                                           | Um 1840                                                                                            | Baugeschichtlich und sozialgeschichtlich von Bedeutung | 09272526 |
|                                         | Wohnhaus (Umgebinde) | Mühlstraße 22 (Karte)                                                                                           | Um 1840                                                                                            | Baugeschichtlich und sozialgeschichtlich von Bedeutung | 09272527 |
|                                         | Wohnhaus (Umgebinde) | Mühlstraße 24 (Karte)                                                                                           | Ende 18. Jahrhundert                                                                               | Doppelstubenhaus, baugeschichtlich und sozialgeschichtlich von Bedeutung | 09272528 |
|                                         | Wohnhaus (Umgebinde) | Mühlstraße 30 (Karte)                                                                                           | 1. Hälfte 19. Jahrhundert                                                                          | Baugeschichtlich und sozialgeschichtlich von Bedeutung | 09272545 |

## Streichungen von der Denkmalliste
| Bild                                    | Bezeichnung | Lage                           | Datierung            | Beschreibung | ID       |
| --------------------------------------- | --- | ------------------------------ | -------------------- | --- | -------- |
| Direkt Bild zu diesem Denkmal hochladen | Wohnhaus (Umgebinde) | Bergstraße 10a, 10b (Karte)    | Ende 19. Jahrhundert | Bau- und sozialgeschichtlich von Bedeutung. Zwischen 2017 und 2024 aus der Denkmalliste gestrichen. | 09272654 |
| Weitere Bilder                          | Kretscham | Hauptstraße 59 (Karte)         | Ende 19. Jahrhundert | Mit allen den Hof einschließenden Nebengebäuden, diese Kirchstraße 2a; großes Gasthaus mit Ladeneinbauten des 20. Jahrhunderts, flachem Walmdach und Art-déco-Gestaltung des Hauptgesimses, baugeschichtlich und ortsgeschichtlich von Bedeutung; 2019 von der Denkmalliste gestrichen | 09272627 |
|                                         | Spritzenhaus | Hauptstraße 97 (neben) (Karte) | Um 1900              | Einfacher Backsteinbau mit Segmentbogentor; nach 2014 von der Denkmalliste gestrichen | 09304602 |
| Direkt Bild zu diesem Denkmal hochladen | Wohnhaus (Umgebinde) | Hofeweg 2 (Karte)              | Vermutlich um 1800   | Eingeschossig mit Kniestock, bau- und sozialgeschichtlich von Bedeutung. Zwischen 2017 und 2024 aus der Denkmalliste gestrichen. | 09272529 |
|                                         | Wohnhaus, nach rechts in geschlossener Bebauung mit Nr. 2a (Teile des Kretscham), mit Läden mit originalen Fronten und Treppe zum Mühlgraben | Kirchstraße 2 (Karte)          | Um 1900              | Baugeschichtlich von Bedeutung. Zwischen 2017 und 2024 aus der Denkmalliste gestrichen. | 09303470 |

## Tabellenlegende
- Bild: Bild des Kulturdenkmals, ggf. zusätzlich mit einem Link zu weiteren Fotos des Kulturdenkmals im Medienarchiv Wikimedia Commons. Wenn man auf das Kamerasymbol klickt, können Fotos zu Kulturdenkmalen aus dieser Liste hochgeladen werden:
- Bezeichnung: Denkmalgeschützte Objekte und ggf. Bauwerksname des Kulturdenkmals
- Lage: Straßenname und Hausnummer oder Flurstücknummer des Kulturdenkmals. Die Grundsortierung der Liste erfolgt nach dieser Adresse. Der Link (Karte) führt zu verschiedenen Kartendiensten mit der Position des Kulturdenkmals. Fehlt dieser Link, wurden die Koordinaten noch nicht eingetragen. Sind diese bekannt, können sie über ein Tool mit einer Kartenansicht einfach nachgetragen werden. In dieser Kartenansicht sind Kulturdenkmale ohne Koordinaten mit einem roten bzw. orangen Marker dargestellt und können durch Verschieben auf die richtige Position in der Karte mit Koordinaten versehen werden. Kulturdenkmale ohne Bild sind an einem blauen bzw. roten Marker erkennbar.
- Datierung: Baubeginn, Fertigstellung, Datum der Erstnennung oder grobe zeitliche Einordnung entsprechend des Eintrags in der sächsischen Denkmaldatenbank
- Beschreibung: Kurzcharakteristik des Kulturdenkmals entsprechend des Eintrags in der sächsischen Denkmaldatenbank, ggf. ergänzt durch die dort nur selten veröffentlichten Erfassungstexte oder zusätzliche Informationen
- ID: Vom Landesamt für Denkmalpflege Sachsen vergebene, das Kulturdenkmal eindeutig identifizierende Objekt-Nummer. Der Link führt zum PDF-Denkmaldokument des Landesamtes für Denkmalpflege Sachsen. Bei ehemaligen Kulturdenkmalen können die Objektnummern unbekannt sein und deshalb fehlen bzw. die Links von aus der Datenbank entfernten Objektnummern ins Leere führen. Ein ggf. vorhandenes Icon  führt zu den Angaben des Kulturdenkmals bei Wikidata.